# 7e division d'infanterie (Pologne)
La  7e Division d'Infanterie est une des divisions d'infanterie de l'armée polonaise durant la Seconde Guerre mondiale.

## Création et différentes dénominations
- 1919: création de la division
- 4 septembre 1939 : reddition de la division
- février 1941 : recréation de la division en URSS pour faire partie de l'armée d'Anders
- dissolution peu après
- 1944: recréation de la division dans l'armée de Lublin

## Historique
Elle est créée en 1919 autour de deux brigades. Elle participe à la guerre Guerre polono-ukrainienne de 1919 puis à la Guerre soviéto-polonaise participant notamment à la bataille du Niémen.   
En 1939, elle est attachée à l'armée de Cracovie qui défend le sud-ouest de la Pologne. La division doit défendre 40 kilomètres de front entre Lubliniec et Krzepin. Devant l'attaque, elle doit se replier sur Częstochowa dans la nuit du 1er au 2 septembre. Encerclée le 3 septembre, elle se rend aux Allemands le 4 septembre.

## Chef de corps
- 9-26 mai 1919 : Général Adam Mokrzecki
- aout-juillet 1919 : Général Leonard Skierski
- juillet-octobre 1919 : Général Bronislaw Babianski
- novembre 1919 - mars 1920 : Général Franciszek Latinik
- mars 1920 - juin 1921 : Général Karol Schubert
- juillet 1921 - février 1923 : Général Eugeniusz Pogorzelski
- mars 1923- juillet 1925 : Général Emil Prochaska
- octobre 1925 - mai 1926 : Général Stanislaw Wroblewski
- juin 1926 - décembre 1933 : Général Mieczyslaw Dabkowski
- décembre 1933 - 5 juin 1935 : Général Waclaw Stachiewicz
- 5 juin 1935 - septembre 1939 : Général Janusz Gasiorowski

## Composition (1939)
- 25e régiment d'infanterie (Piotrków Trybunalski),
- 27e régiment d'infanterie (Częstochowa),
- 74e régiment d'infanterie de haute Silésie (Lubliniec),
- 7e régiment d'artillerie légère (Częstochowa).

## Théâtres d'opérations
- 1er septembre au 6 octobre 1939 : Campagne de Pologne
- 1944 : reconstituée au Moyen-Orient avec des effectifs divers, elle servira au sein du Deuxième corps polonais de division de réserve. Elle assura l'entraînement des recrues et, notamment, des Polonais incorporés de force dans la Wehrmacht, capturés et retournés au cours de la Campagne d'Italie.

## Sources
- Général Władysław Anders, Mémoires 1939-1946, La Jeune Parque, Paris 1946.